# Taurésio
Taurésio (macedônio: Тауресиум) também chamada Gradiste, é um pequeno sítio arqueológico localizado a cerca de 20 km de Escópia, Macedônia. Foi uma antiga cidade do Império Bizantino, onde nasceu Justiniano I em 483.

## Nome da Cidade
As ruínas arqueológicas de Taurésio localizam-se perto da atual Taor. A cidade moderna de Taor deriva seu nome da antiga cidade.

## Localização
Taurésio localiza-se no município Zelenikovo, na Macedônia, com as suas coordenadas sendo 41º 53' 53N 21º 36' 41L, sendo que a cidade tem uma elevação de 309 metros.